# Fábrica Hispano

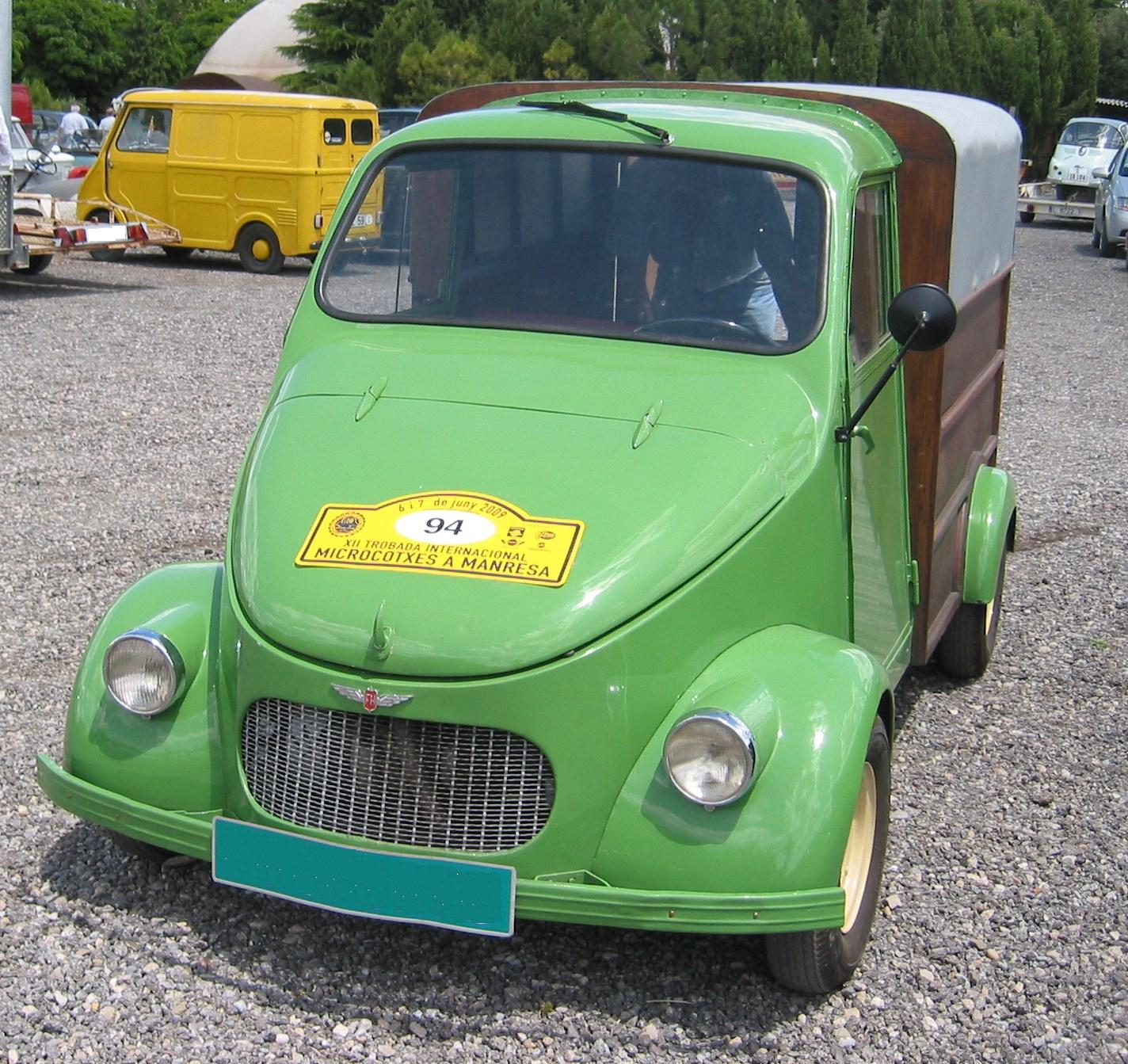
FH von 1957

Fábrica Hispano (FH) ist eine ehemalige spanische Automarke.

## Unternehmensgeschichte
Das Unternehmen Fábrica Hispano aus Barcelona gehörte zur ENASA und begann 1956 mit der Produktion von Automobilen. 1960 wurde die Produktion nach etwa 400 produzierten Exemplaren eingestellt.

## Fahrzeuge
Es wurden Kleinstwagen produziert. Es wurden Einzylindermotoren mit 197 cm³ Hubraum und 9 PS von Hispano Villiers sowie Zweizylindermotoren mit 324 cm³ Hubraum und 15 PS von Rovena verwendet. Es gab zweitürige Kombi, viersitzige Strandwagen und Lieferwagen.